# Khenpo
El término khenpo (tib.: mkhan po) (también escrito khyenpo, raíz tibetana que significa «abad»,khenmo (en caso femenino), es un título de estudios budistas superiores que se otorga en el budismo tibetano.
Puede traducirse como «maestro» aunque la palabra para maestro o instructor en tibetano es "Lopon" (tib. slob dpon).

## En el budismo tibetano
En las tradiciones nyingma, kagyu y sakia, el título se obtiene normalmente tras un período de al menos 3 años de estudio intensivo pos-"COU", aunque es posible que los estudios puedan durar hasta 10 o 15 años dependiendo del currículum de estudios de la institución y se considera más bien como una licenciatura espiritual: puede extrapolarse en la cultura occidental a una licenciatura en teología o filosofía., aunque en algunos casos debido a su duración pueden ser equivalentes a un magíster o a un doctorado. Títulos de maestría de menor categoría son De Nod Kzin Pa y Shor Pon- Este último es similar a una ayudantía donde un alumno avanzado repite en la tarde los tópicos de la clase dados en la mañana por el profesor titular en una institución de estudios superiores budistas (shedra). 
En la tradición Gelug, el título de khenpo hace alusión al monje de edad avanzada que ordena nueva monástica, o al abad de un monasterio. Un título comparable del linaje Gelug es Geshe.
En algunas sanghas, el término khenchen corresponde a un khenpo de edad avanzada, y constituye asimismo un título aplicado a los khenpo de mayor reputación. En este caso es un "gran khenpo" ya sea por su erudición o por ser "cabeza" en un monasterio o institución donde hay varios otros khenpos.